# Kaiserkeller

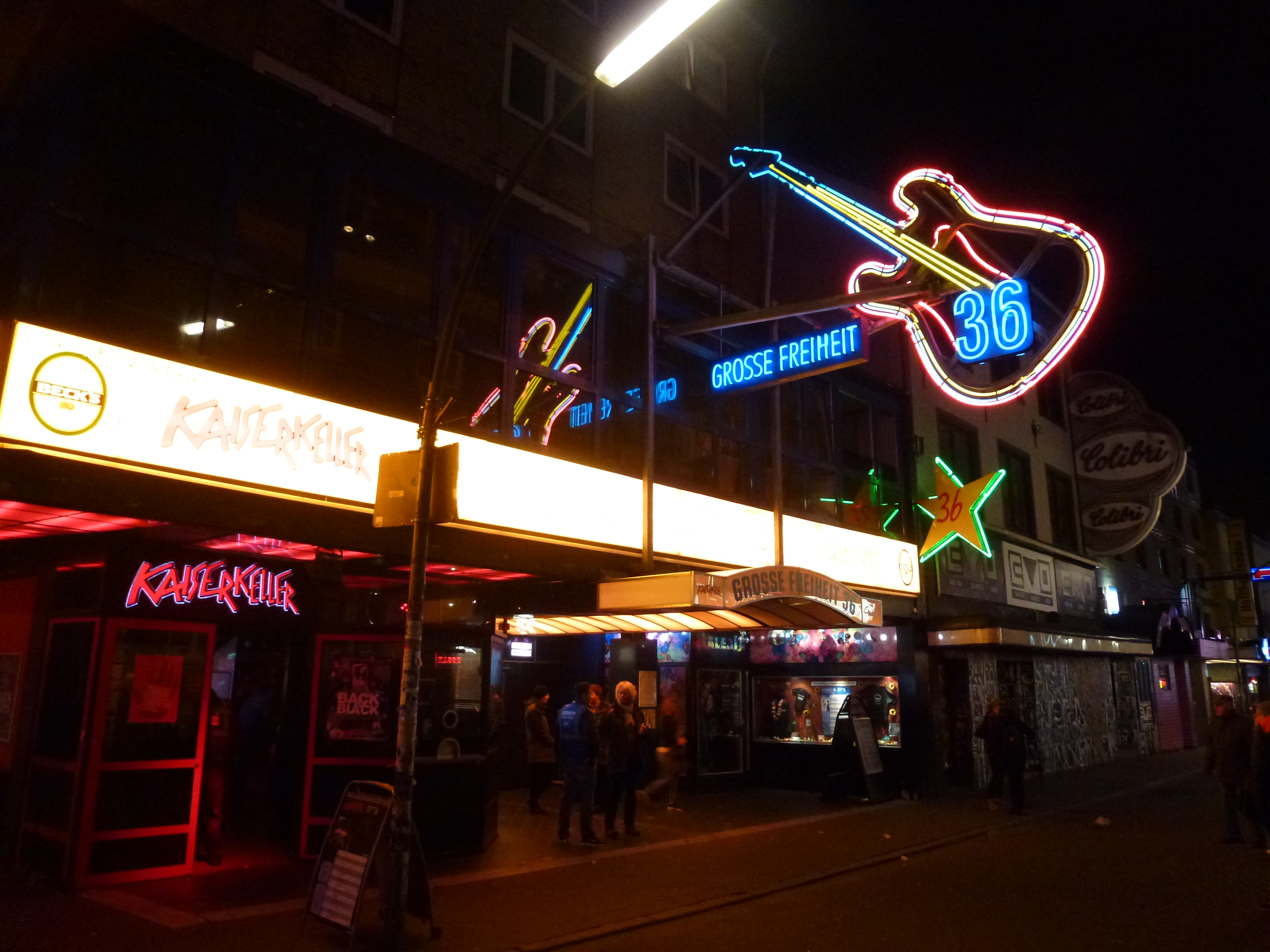
Musikclubs Kaiserkeller und Große Freiheit 36

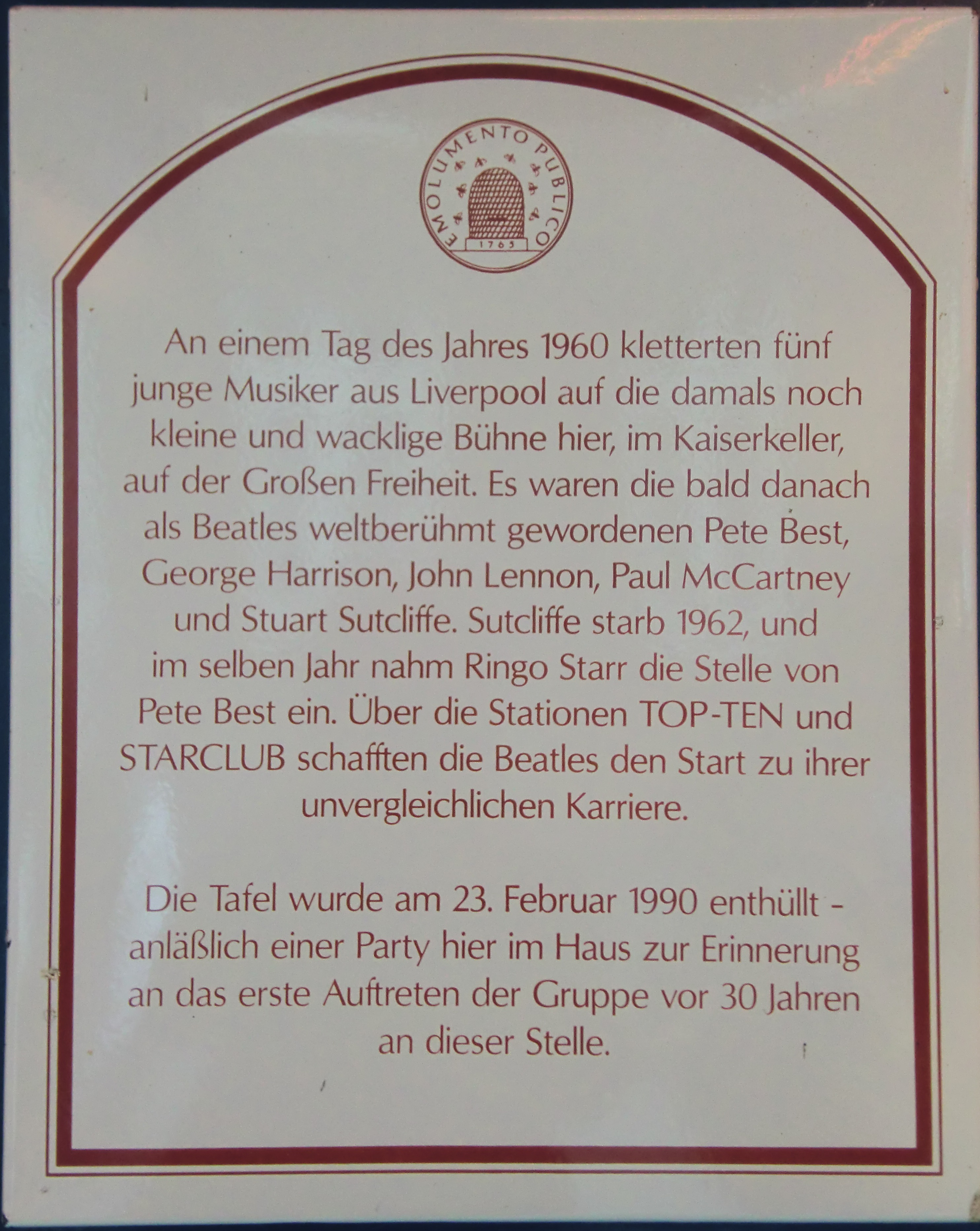
Gedenktafel zur Erinnerung an das Auftreten der Beatles im Kaiserkeller

Der Kaiserkeller ist ein Musikclub in Hamburg-St. Pauli. Er ist Teil des Musikclubs Große Freiheit 36 und liegt in dessen Untergeschoss.
Bruno Koschmider (1926–2000), ein Artist, Varietékünstler und Gastronom eröffnete das Lokal im Oktober 1959 in der Großen Freiheit 36 mit Platz für 700 Gäste.
Rockmusik gab es seinerzeit nur vom englischen Soldatensender BFBS und Chris Howland mit seinem Saturday Club im WDR. Der Kaiserkeller brachte als erster Club in Deutschland regelmäßig Rockmusik live auf die Bühne. Die erste Gruppe waren The Jets aus London (mit Tony Sheridan). Allan Williams aus Liverpool vermittelte Koschmider günstig englische Bands. So kamen später Gruppen wie Rory Storm & the Hurricanes, Howie Casey und Derry Wilkie & the Seniors und die Beatles in den Kaiserkeller. Aber auch deutsche Bands traten auf, wie zum Beispiel Cisco and his Dynamites. Anfangs waren es Bands, die fremde Hits nachspielten.